# Reikoariata Republik Naoero
Reikoariata Republik Naoero (Engels: Nauru International Airport, IATA:INU, ICAO:ANYN) is de enige luchthaven in de Micronesische eilandrepubliek Nauru. De luchthaven ligt grotendeels in het district Yaren, waar zich de regeringsgebouwen bevinden, en beschikt over één geasfalteerde gecombineerde landings- en startbaan die gedeeltelijk in het aangrenzende district Boe ligt.
Het vliegveld is de hub van Our Airline, de nationale en enige luchtvaartmaatschappij van Nauru.